# International Commerce Centre
L'International Commerce Centre (cinese tradizionale: 环球贸易广场) (abbr. ICC Tower) è un grattacielo di Hong Kong, parte del progetto di Union Square, costruito sulla sommità del Kowloon Station. Lo sviluppo dell'edificio è stato coordinato congiuntamente da MTR Corporation Limited e da Sun Hung Kai Properties, operatori della metropolitana di Hong Kong. Con I suoi 484 m è il nono grattacielo più alto del mondo nonché il grattacielo più alto di Hong Kong. 
È attualmente il grattacielo più alto di Hong Kong e l'ottavo più alto del mondo. Sun Hung Kai Properties, insieme ad un altro importante sviluppatore di Hong Kong, aveva già co-sviluppato il precedente detentore del primato di edificio più alto di Hong Kong: il 2 International Finance Centre.
Al centesimo piano è aperto lo SKY 100, osservatorio a 360° sulla città.

## Sviluppo

Mappa semplificata di Union Square. In basso a sinistra l'International Commerce Centre.

L'altezza dell'edificio è stata ridotta rispetto alla proposta originale per via delle norme di Hong Kong, che vietano la costruzione di edifici che superino l'altezza delle montagne circostanti. L'edificio era stato originariamente nominato Kowloon Station Phase 7.
È stato progettato dallo studio di architettura americano Kohn Pedersen Fox Associates (KPF) in associazione con Wong & Ouyang (HK) Ltd.

## Inquilini
Un albergo a cinque stelle, gestito da Ritz-Carlton, occupa i primi 15 piani del grattacielo. La lobby dell'albergo è a 425 metri da terra.
Morgan Stanley e Credit Suisse hanno confermato di aver occupato 10 piani ciascuno mentre Deutsche Bank ha confermato l'uso di 12 piani, con il possibile ampliamento a 18.

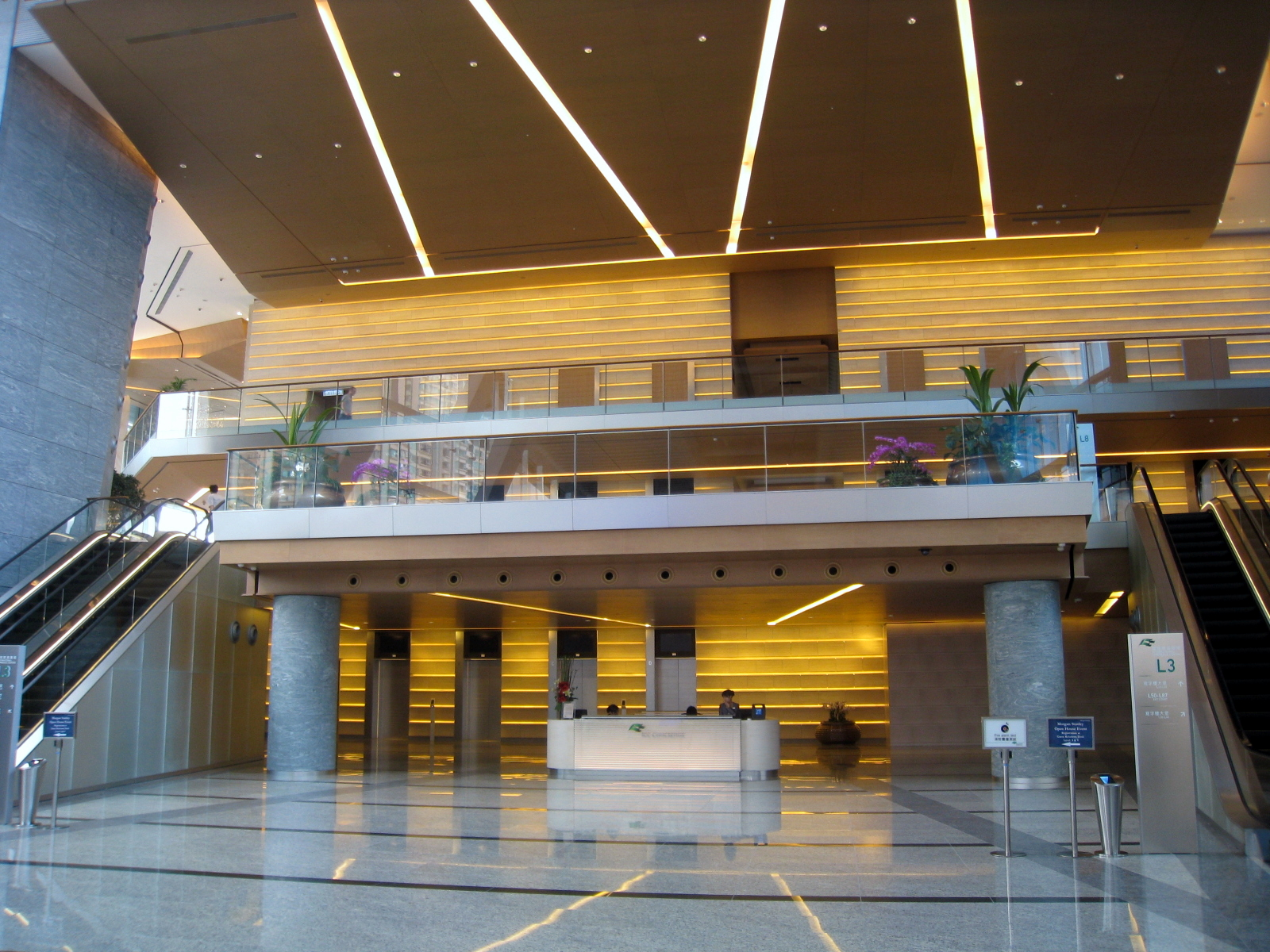
Office Lobby
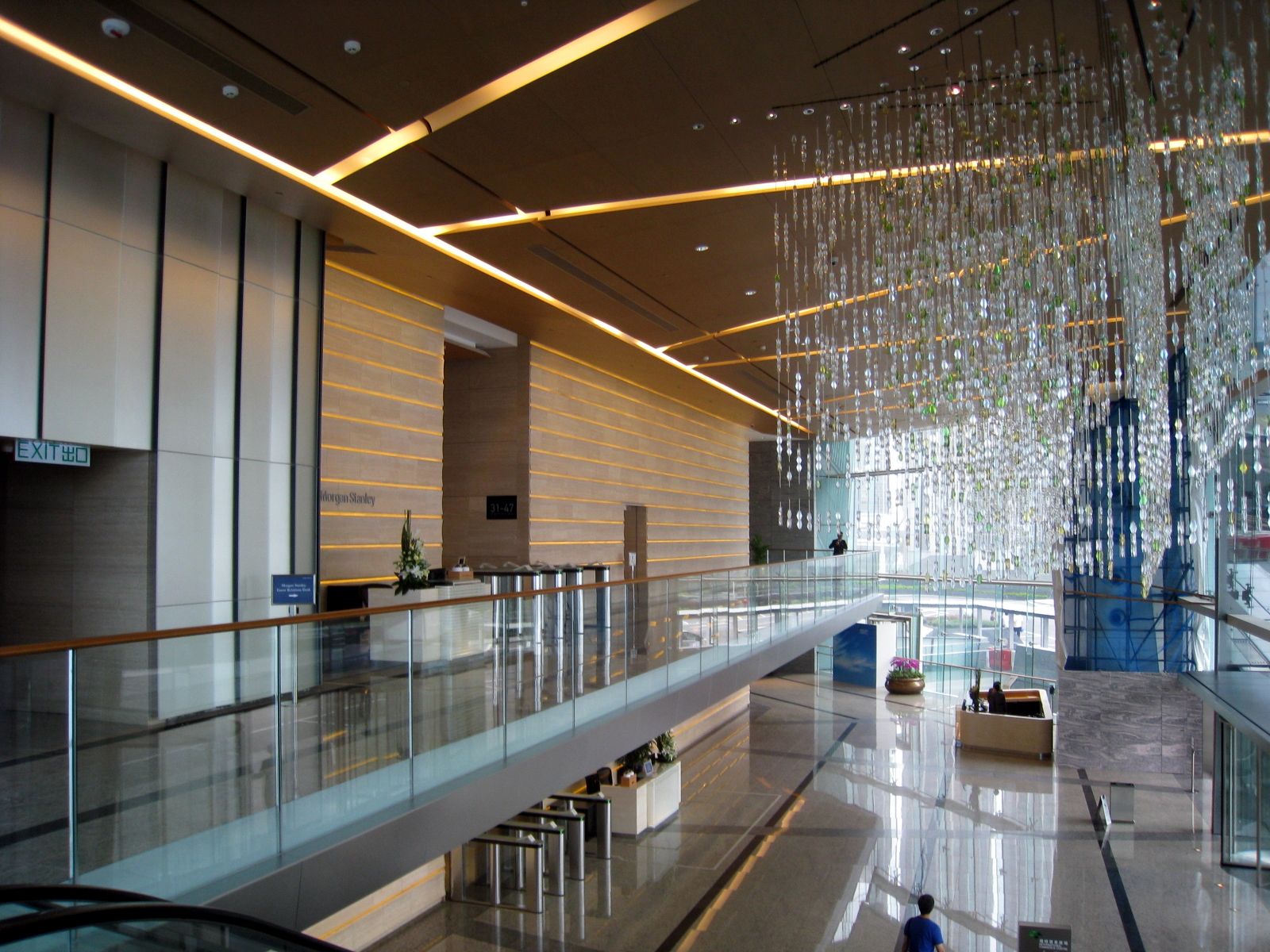
Office Lobby Void
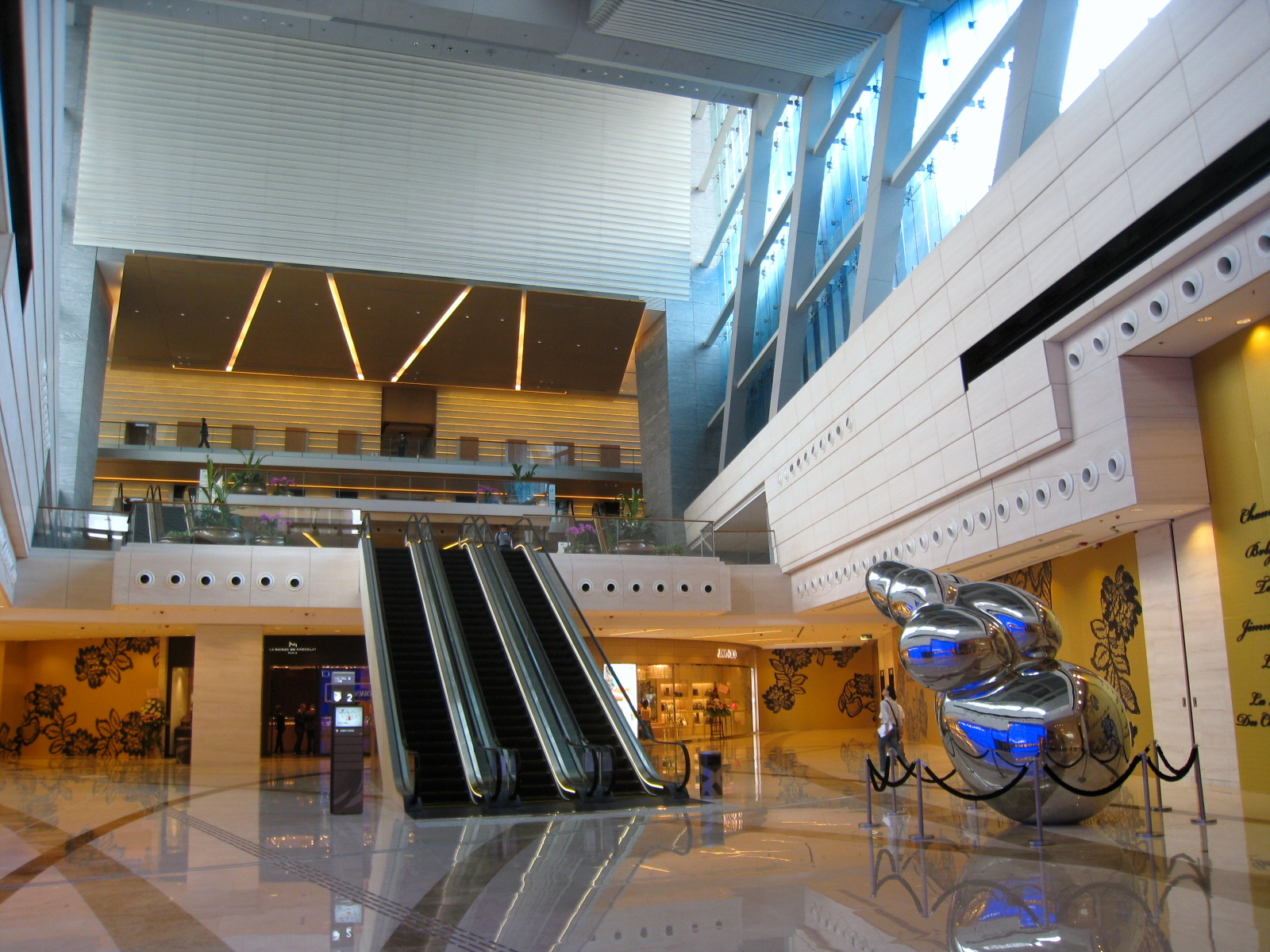
L'accesso al centro commerciale Elements.

## Progressi della costruzione

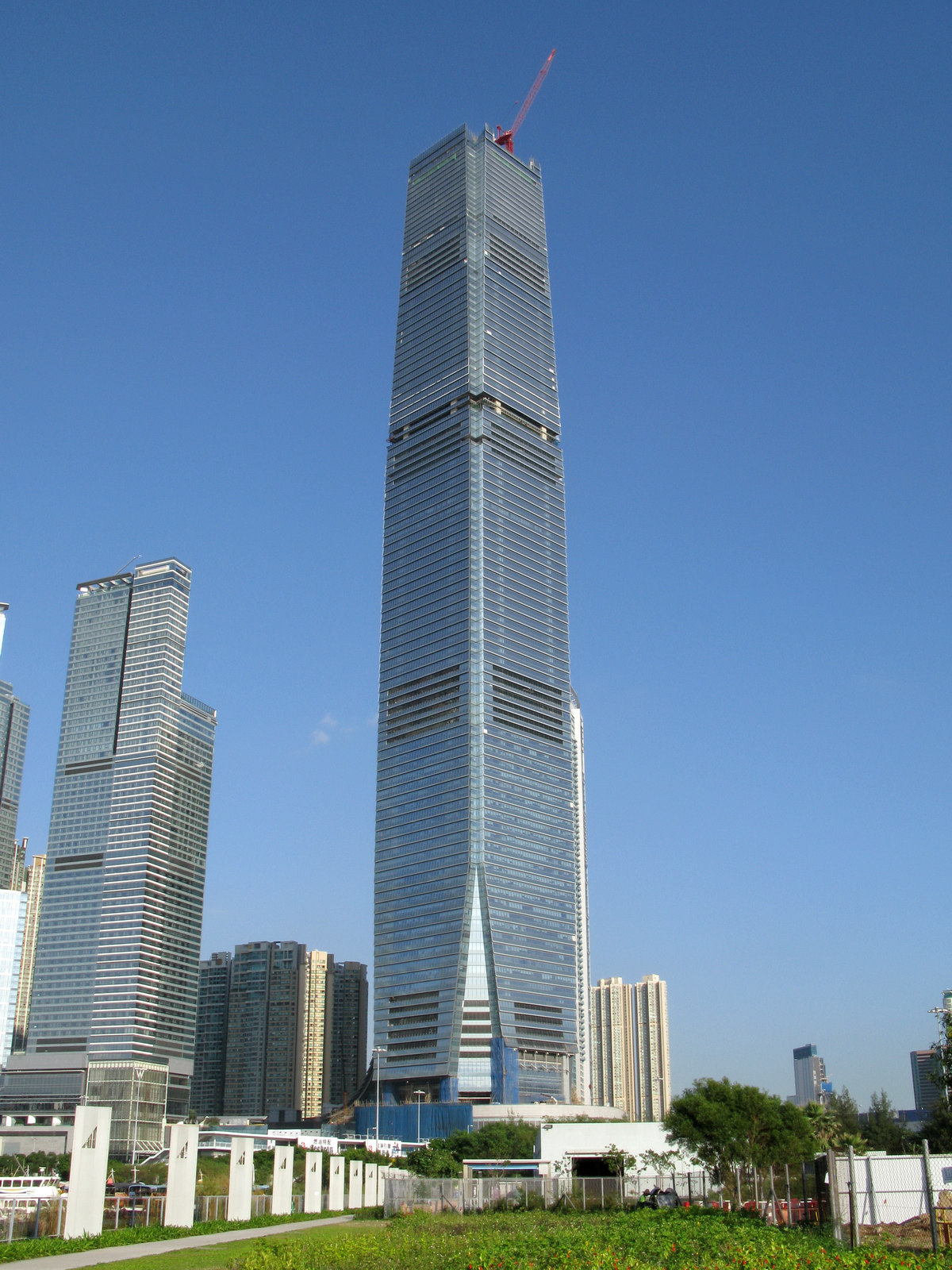
International Commerce Centre nel novembre 2009.

Il 15 ottobre 2008, la costruzione dell'edificio è arrivata a 436 metri di altezza.
Il centro commerciale Elements è stato inaugurato nell'ottobre del 2007.
Tutti i lavori di costruzione sono stati temporaneamente arrestati il 13 settembre 2009 a causa di un incidente nel vano ascensore che ha ucciso sei lavoratori.